# Benguela Gully
Benguela Gully är en dal i Antarktis. Den ligger i Sydshetlandsöarna. Argentina, Chile och Storbritannien gör anspråk på området.